# Манипулативно понашање
Манипулативно понашање је акције усмерене на контролу и често експлоатацију туђих мисли, осећања и реакција. Понашање може бити и ненамерно и подсвесно, али је често мотивисано жељом да се особи помогне или да се она искористи макар и на штету особе или особа којима се манипулише. Ексцесивно манипулативно понашање је често симптом менталних болести.